# Hugo Rasch (Komponist)

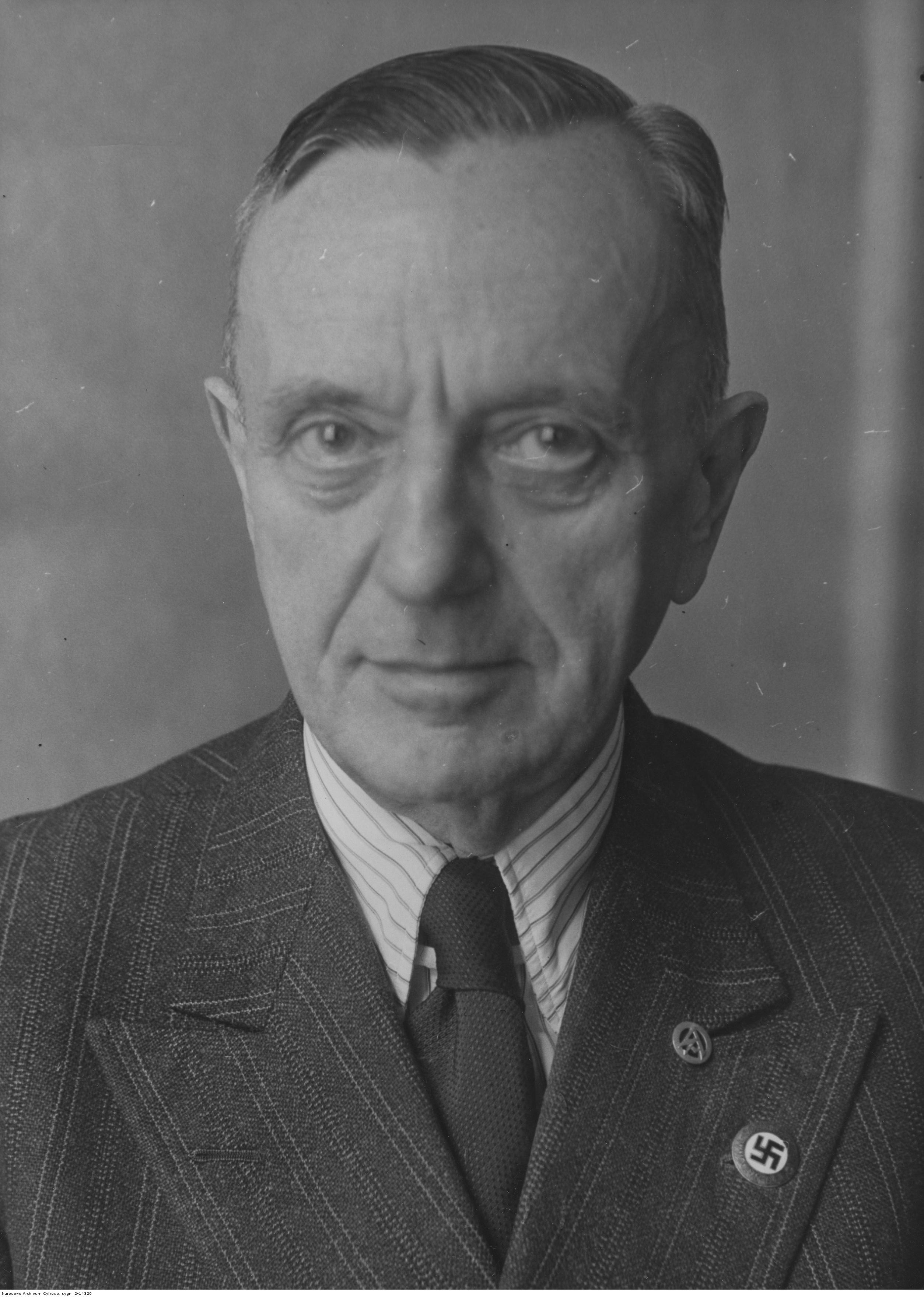
Hugo Rasch

Hugo Rasch (* 7. Mai 1873 in München; † 6. September 1947 ebenda) war ein deutscher Musikkritiker, Komponist und Gesangspädagoge.

## Leben
Der Vater von Hugo Rasch war der Maler Heinrich Rasch (1840–1913), seine Mutter die Tochter Kaspar Brauns (1807–1877). Hugo Rasch strebte zuerst den Beruf des Malers an wie sein Vater, entschied sich aber nach ersten Studien in Florenz doch zu einer Musikerkarriere. Er studierte Gesang am Konservatorium in Mailand unter Siga Garsò und Komposition unter Frank Limbert in Düsseldorf und Berthold Knetsch in Berlin. Nach seinem Studium gründete er eine eigene Belcanto-Schule in Berlin. Namhafte Schülerinnen von ihm waren Eva Liebenberg und Minna Ebel-Wilde.
Rasch war mit vielen Komponisten und Musikern seiner Zeit gut vernetzt. Im August 1907 beschaffte er beispielsweise die Genehmigung Max Regers für die Widmung von Swan Hennessys Au village, op. 22 an Reger.
Schon früh in seiner Karriere engagierte sich Hugo Rasch musikpolitisch. Schon 1908 trat er der Genossenschaft Deutscher Tonsetzer bei und wurde über die Jahre ein enger Verbündeter von Richard Strauss, Gründungsmitglied und Vorsitzender der Genossenschaft. 1929 bestimmte Richard Strauss Hugo Rasch als seinen Nachfolger im Vorsitz der Genossenschaft. In Berlin wirkte Rasch ab 1911 vor allem als Musikkritiker (meist als Rezensent aktueller Notenausgaben) für die Allgemeine Musikzeitung.
Zum 1. April 1931 trat Hugo Rasch der NSDAP bei (Mitgliedsnummer 515.512), und ein Jahr später wurde er Gruppenführer in der SA. Im Zuge der Machtübernahme durch die Nazis 1933 wurde die musikalische Landschaft durch die Reichsmusikkammer neugeordnet. Den Ehrenvorsitz der Untergruppe „Berufsschaft der Deutschen Komponisten“ erhielt Richard Strauss, Hugo Rasch wurde sein Stellvertreter und war gleichzeitig Mitglied des Präsidialrates. Ab 1934 schrieb Hugo Rasch auch Beiträge und Musikkritiken für den Völkischen Beobachter.
Rasch nahm sich 1947 im Alter von 74 Jahren in München das Leben.

## Kompositionen
- op. 2: 10 volkstümliche Lieder nach alten und neuen Texten (Stettin: F. Mörike, 1939): 1. Wenn ich des Nachts vor dem Feuerlein steh; 2. Als ich dich kaum gesehn; 3. Auf einsam stiller Heiden; 4. Ich wollt zu Land ausreisen; 5. Es wuchs in meinem Garten; 6. Dein Gedenken; 7. Die Straßen, die ich gehe; 8. Kleines Lied; 9. An der Krippe; 10. Der Mond ist aufgegangen.
- op. 3: Zwei Lieder (Berlin: Mitteldeutscher Musik-Verlag): 1. Schließe mir die Augen beide; 2. Herbst.
- op. 4: Fünf Lieder (Mainz: B. Schott's Söhne, 1909): 1. Des Herzens Slüzzelin (Wernher von Tegernsee); 2. Bitte (Lenau); 3. Weihnachtsglocken (Richard Dehmel); 4. Der Stieglitz (R. Dehmel); 5. Die stille Stadt.
- op. 5: Sieben Märchen von Wilhelm Schulz, für Gesang und Klavier (Mainz: B. Schott's Söhne): 1. Die Spinne im Wald; 2. Das Riesenfräulein; 3. Idylle; 4. Prinzesslein; 5. Reitertod; 6. Die Sippe; 7. Der Kuss.
- op. 6: 8 Variations sur le thème obligé, für Klavier (Paris: E. Demets, 1910)[5]
- op. 7: At the Cradle (G. M. Ovington), für Gesang und Klavier (London: Schott & Co., 1909)
- op. 8: Zwei einfache Liedlein (München: Wunderhorn, 1912): 1. Der Fischer; 2. Um die Kinder still und artig zu machen.
- Drei Gesänge, für Gesang und Klavier (Paris: E. Demets, 1912): 1. Herrliches Pärchen: 2. Spätherbst; 3. Nach einem Regen.
- op. 11: Drei Gedichte von Wilhelm Busch, für Gesang und Klavier (Leipzig: Jul. Heinr. Zimmermann, n. d.): 1. Der schöne Sommer ging von hinnen; 2. Wenn ich dereinst ganz alt; 3. Es flog einmal ein muntres Fliegel.
- op. 13: Fünf Gedichte von Wilhelm Busch, für Gesang und Klavier (Leipzig: Jul. Heinr. Zimmermann, 1920): 1. Ich ging zur Bahn; 2. Man wünschte sich herzlich gute Nacht; 3. Ich kam in diese Welt hinein; 4. Sie war ein Blümlein hübsch und fein; 5. Zu guter Letzt: O du, die mir die Liebste war.
- op. 14: Vier Gedichte von Novalis, für Gesang und Klavier (Leipzig: Jul. Heinr. Zimmermann, n. d. [1922]): 1. Zweites Marienlied; 2. An Luischen; 3. An Jeannette; 4. An Tieck.
- op. 15: Drei Lieder (Stuttgart: Tobias Bröker, 2020):[6] 1. Deine Hand (Hermann Hesse); 2. Die ferne Laute (R. Dehmel); 3. Werthers Lotte im grauen Haar (Ernst von Wildenbruch).
- op. 16: Fünf Gesänge des Hafis, für Gesang und Klavier (Stettin: F. Mörike, 1937): 1. Die Himmelsbogen; 2. Genesung; 3. Die liebende Nachtigall; 4. Die Freundin des Hafis; 5. Der Verschmähte.
- op. 17: Vier Gedichte von Wilhelm Busch, für Gesang und Klavier (Stettin: F. Mörike, 1937): 1. Ich weiß noch, wie er in der Juppe; 2. Er saß in meiner Knabenzeit; 3. Wirklich, er war unentbehrlich; 4. Die Liebe war nicht geringe.
- op. 19: Vier Lieder im Volkston (Berlin: Ries & Erler, 1936): 1. Maria mit dem Kinde; 2. Alle Rosen blühen; 3. Ein trautes Lied will ich dir singen; 4. Daß du mein Alles bist.
- op. 20: Acht Lieder im Volkston nach Gedichten von Emil Grimm (Berlin: Ries & Erler, 1936): 1. In den Tannen schreit der Rabe; 2. Aus dem Ährenfeld winkt rot der Mohn; 3. Hildegard, o Hildegard; 4. Ich hör ein feines Singen; 5. Bin Jäger, muß jagen; 6. Es läuten die Glocken; 7. Der Bauer mäht das Heu; 8. Ich hab mich ganz verloren.
- op. 21: Drei Lieder nach alten Texten (Stettin: F. Mörike, 1937): 1. Das Kreuz am Wege; 2. Mein Herz hat allzeit Verlangen; 3. Laß dich nur nichts dauern.
- op. 22: Zehn volkstümliche Lieder nach alten und neuen Texten (Stettin: F. Mörike, 1938).
- op. 24: Drei Lieder nach Gedichten von Anton Straßmair (Berlin: Ries & Erler, 1941): 1. Ich liebe dich; 2. Im Schlafe ruhet mein Kind; 3. Du heilig frohe Erde.
- op. 25: Drei Gedichte von Wilhelm Busch, für Gesang und Klavier (Heidelberg: W. Müller, 1943): 1. Es saßen einstens beieinand; 2. Hoch verehr ich ohne Frage; 3. Frau Grete hat ein braves Huhn.